# Dacian Varga
Dacian Şerban Varga (ur. 15 października 1984 w Petroszanach) – piłkarz rumuński grający na pozycji bocznego pomocnika lub napastnika. Jest synem Ioana Vargi, byłego zawodnika Dinama Bukareszt.

## Kariera klubowa
Varga pochodzi z miasta Petroszany, jednak karierę piłkarską rozpoczął w stołecznym klubie FC Dinamo Bukareszt. W 2001 roku podjął treningi w Sportulu Studențesc Bukareszt, a w 2004 roku awansował do kadry pierwszej drużyny. W sezonie 2003//2004 zadebiutował w barwach Sportulu Studențesc w drugiej lidze rumuńskiej i awansował z nim wówczas do pierwszej ligi. W niej zadebiutował 7 sierpnia 2004 w przegranym 1:2 wyjazdowym spotkaniu z Dinamem Bukareszt. W 2006 roku Sportul Studențesc został zdegradowany do drugiej ligi i w niej Varga grał do końca 2008 roku.
Na początku 2009 roku Varga został wypożyczony do Unirei Urziceni, w której wywalczył miejsce w podstawowym składzie. W sezonie 2008/2009 przyczynił się do wywalczenia przez ten klub, prowadzony przez trenera Dana Petrescu, pierwszego w historii mistrzostwa kraju. Latem 2009 wypożyczenie zostało przedłużone o kolejny rok. Jesienią 2009 Varga wystąpił z Unireą w fazie grupowej Ligi Mistrzów. W meczu z VfB Stuttgart (1:1) strzelił pierwszego gola dla Unirei w tych rozgrywkach. W 2010 roku został wypożyczony do Rapidu Bukareszt, a w 2011 do Kubania Krasnodar. W sezonie 2012/2013 wypożyczono go do FC Vaslui. W latach 2013–2015 grał w CSU Krajowa. Latem 2015 został piłkarzem klubu Petrolul Ploeszti.
| Sezon   | Klub                         | Kraj    | Rozgrywki     | Mecze | Bramki |
| ------- | ---------------------------- | ------- | ------------- | ----- | ------ |
| 2003/04 | Sportul Studențesc Bukareszt | Rumunia | Liga II       | 23    | 3      |
| 2004/05 | Sportul Studențesc Bukareszt | Rumunia | Liga I        | 8     | 0      |
| 2005/06 | Sportul Studențesc Bukareszt | Rumunia | Liga I        | 28    | 3      |
| 2006/07 | Sportul Studențesc Bukareszt | Rumunia | Liga II       | 23    | 3      |
| 2007/08 | Sportul Studențesc Bukareszt | Rumunia | Liga II       | 22    | 4      |
| 2008/09 | Sportul Studențesc Bukareszt | Rumunia | Liga II       | 16    | 2      |
| 2008/09 | Unirea Urziceni              | Rumunia | Liga I        | 14    | 4      |
| 2009/10 | Unirea Urziceni              | Rumunia | Liga I        | 8     | 1      |
| 2009/10 | Rapid Bukareszt              | Rumunia | Liga I        | 1     | 0      |
| 2010/11 | Sportul Studențesc Bukareszt | Rumunia | Liga I        | 15    | 6      |
| 2011/12 | Kubań Krasnodar              | Rosja   | Priemjer-Liga | 27    | 1      |
| 2012/13 | FC Vaslui                    | Rumunia | Liga I        | 15    | 2      |
| 2013/14 | CSU Krajowa                  | Rumunia | Liga II       | 9     | 0      |
| 2014/15 | CSU Krajowa                  | Rumunia | Liga I        | 4     | 0      |
| 2015/16 | Petrolul Ploeszti            | Rumunia | Liga I        |       |        |

## Kariera reprezentacyjna
W reprezentacji Rumunii Varga zadebiutował 11 lutego 2009 roku w przegranym 1:2 towarzyskim spotkaniu z Chorwacją.